# Pèiramala
Pèiramala (en francès Peyremale) és un municipi francès situat al departament del Gard i a la regió d'Occitània.